# Davide Pessina
Davide Pessina (Aosta, 7 febbraio 1968) è un ex cestista italiano.

## Caratteristiche tecniche
Pessina, ala-centro di stazza, fu in attività tra gli anni 80 e 90 del XX secolo.

## Carriera

### Giocatore

#### Club
Vestì la canotta di diverse squadre della massima serie italiana, tra cui Auxilium Torino, Olimpia Milano, Pall. Cantù, Pall. Treviso, Virtus Roma, Pall. Biella e Mens Sana Siena.

#### Nazionale
È stato convocato con l'Italia under 19 per il campionato mondiale di Bormio 1987, durante il quale ha guadagnato la medaglia di bronzo alle spalle della Jugoslavia e degli Stati Uniti.
Ha vestito anche la maglia della nazionale A, con la quale ha vinto l'argento al campionato europeo di Roma 1991, perdendo la finale contro la Jugoslavia. Sempre con la maglia azzurra ha inoltre disputato i Goodwill Games di Seattle 1990, classificandosi al 7º posto.

### Dopo il ritiro
Chiusa definitivamente la carriera da giocatore, diventa telecronista, commentatore e opinionista per Sky Italia.

## Palmarès

### Club
- Campionato italiano: 1

Olimpia Milano: 1988-89
- Coppa Korać: 2

Pall. Cantù: 1990-91
Olimpia Milano: 1992-93

### Nazionale
- FIBA EuroBasket

Italia 1991:  Argento
- Mondiali U-19

Bormio 1987:  Bronzo